# Osteospermum muricatum
Osteospermum muricatum es una especie de planta floral del género Osteospermum, tribu Calenduleae, familia Asteraceae. Fue descrita científicamente por E.Mey. ex DC.
Se distribuye por Sudáfrica, Yemén, Angola, Botsuana, Lesoto, Australia, Zimbabue, Zambia, Namibia, Argentina, Arabia Saudita, Suecia y Estados Unidos.